# Scissurona rosea
Scissurona rosea es una especie de molusco gasterópodo de la familia Scissurellidae. Es la única especie de este género.

## Distribución geográfica
Se encuentra  en Nueva Zelanda.